# Aster-Gletscher
Der Aster-Gletscher ist ein Gletscher im westantarktischen Ellsworthland. Er fließt vom Osthang des Mount Craddock zwischen dem Elfring Peak und dem Gebirgskamm Willis Ridge in der Sentinel Range des Ellsworthgebirges hindurch zum Thomas-Gletscher.
Das Advisory Committee on Antarctic Names benannte ihn nach dem US-amerikanischen Geophysiker Richard Craig Aster (* 1960) vom New Mexico Institute of Mining and Technology, der von 1996 bis 2002 an seismischen Studien am Mount Erebus auf der ostantarktischen Ross-Insel beteiligt war.